# Pierre Bonnard
Pierre Bonnard (født 3. oktober 1867 i Fontenay-aux-Roses, død 23. januar 1947 i Le Cannet) var en fransk postimpressionistisk maler, medstifter af kunstnergruppen Les Nabis.
Bonnard blev efter farens ønske jurist og arbejdede som sådan en kort periode, før kunsten i 1880'erne blev hans hverv. Han studerede ved Académie Julian og École des Beaux-Arts i Paris.
Hans første separatudstilling var i Galerie Durand-Ruel i 1896, og han deltog jævnligt i Salon des Indépendants. Han dannede sammen med Maurice Denis, Paul Sérusier, Ker-Xavier Roussel og Édouard Vuillard kunstnergruppen Les Nabis, der forsøgte at lægge symbolske og åndelige elementer ind i billederne. Gruppen var stiftet af Paul Gauguin og kombinerede symbolismen og impressionismen. 1910 forlod Bonnard Paris og slog sig ned i Sydfrankrig.
Hans værker er kendt for intense farver og komplekse kompositioner, ofte befolket med venner og familie. I en periode var hans billeder inspireret af japanske træsnit.
Bonnard mødte 1893 mødte Marthe, der var født Maria Boursin, men kaldte sig Marthe De Meligny. Marthe blev hans husholderske og senere hans hustru. Hun var hans foretrukne model og forekommer på talrige malerier: med sytøjet, i køkkenet, i badekarret ....
Bonnard lavede også selvportrætter, landskabsmalerier og stilleben.
Han malede ikke 'i marken' eller efter 'levende' model, men lavede skitser af sine motiver – nogle gange fotograferede han dem også – og gjorde noter om farverne. Ud fra disse forarbejder og noter udførte han derefter malerier på lærred i sit atelier.
Bonnard færdiggjorde sit sidste maleri af mandeltræer i blomst få dage før sin død. Museum of Modern Art arrangerede en posthum udstilling for ham i 1948, og i 1998 havde Tate Gallery i London en stor udstilling, der fortsatte hos Museum of Modern Art.
Et dansk kuriosum: I 1897 udarbejdede Pierre Bonnard 18 erotiske tegninger som illustrationer til den franske oversættelse af Peter Nansens roman Maria, en Bog om Kjærlighed (1894). Romanen er en kærlighedserklæring til den unge danske skuespillerinde Betty Müller, som Peter Nansen blev gift med 1896.

## Billeder
| - Selvportrætter - 1905 - 1925 - 1930 - 1942 - 1945 - (før 1947) - (før 1947) - (før 1947) |

| - Andre værker af Pierre Bonnard - Malet tredelt skærm med trane, 1889 Paravent, détrempe sur coton tein - Kvinde med en hund, 1891 Femmes au chien (Den ternede bluse var inspireret af japanske tryk.) - Plakat for Debray Champagne, 1891 - Den ternede bluse, 1892 Le corsage á carreaux (Claude Terrasse, kunstnerens søster) - En parisisk gadekunstner, 1892 - Kroket, 1892, Musée d'Orsay - Pariserne, 1893 Les Parisiens - Omslag til Petit Solfège af Claude Terrasse (Bonnards svoger), 1893 - To hunde på en øde gade, 1894 Deux chiens dans une rue déserte National Gallery of Art - L'Omnibus, 1895 - Danserne, 1896 Dancers - Malet skærm, 1896 Familien Bonnard samlet i haven Alte Nationalgalerie |

| - Siesta, 1900 - Brevet, ca. 1906 La Lettre - Nøgen kvinde i modlys, 1908 Nu à contre-jour(en) - Katte på et rækværk, 1909 - Morgen i Paris, 1912 - Mælkeskålen, 1919 Le bol de lait - Vernonnet – landskab nær Giverny, 1922 Vernonnet - Paysage près de Giverny Aberdeen Art Gallery - Spisestuen Vernon, ca. 1925 Glyptoteket - Frugtskål på et bord, 1934 Coupe de fruits sur une table(en) - Nøgen kvinde på en stol, 1935-38 Nu ë la chaise |